# Хлеб, золото, наган
«Хлеб, золото, наган» — художественный фильм Самвела Гаспарова.

## Сюжет
Россия, 1919 год. Идет Гражданская война. 
Сотрудница детдома, интеллигентная девушка Оля направлена продотрядом с тремя мешками зерна для голодающих детей в Москву. В охрану ей приставлен  комсомолец и краснофлотец Саша. В это же время группа чекистов должна доставить конфискованное золото.
На железнодорожной станции города Городка и те и другие просят начальника станции Зайцева посадить их в первый же поезд. Но поезда на сегодня нет. Когда на город Городок нападают белые, Оле и Саше приходится спасаться от них бегством. Вместе с ними скрываются чекист Горбач (Владимир Борисов) и начальник железнодорожной станции Зайцев (Олег Корчиков). Зайцев случайно становится обладателем саквояжа с конфискованным чекистами золотом, но скрывает это от своих товарищей. 
Сбежав из города на дрезине они попадают в руки Мезенцева (Эдуард Марцевич), в прошлом налетчика на банки, а ныне атамана банды. Вместе с ними в плену оказывается два белых офицера. Мезенцева интересует, зачем Городок так внезапно понадобился белым, ведь через несколько часов превосходящие силы красных его все-равно отобьют. Один из офицеров объясняет, что их командующему стало известно о трёх слитках золота. Офицер пытаясь отвлечь внимание бандитов своим разговором все ближе подходит к столу с пистолетом и кидается, но тут же оказывается застреленным Мезенцевым. Следом за ним убивают и второго офицера. 
Теперь Мезенцев допрашивает красных. Горбач говорит, что им ничего не известно о золоте и просит прикурить. А затем подносит  горящую сигару к открытому ящику с пироксилином говоря, что терять ему нечего и он взорвет его, если бандиты их не отпустят. Обезумев от страха за свою жизнь Мезенцев отпускает их, но тут же кидается в погоню. Однако всем четверым удается уйти. 
Вернувшись в Городок они видят казачьи патрули. Понимая, что из города им не уйти Саша берется отвлечь внимание белых на себя, а Горбач с остальными прорываются через город на автомобиле. Вскоре к ним присоединяется и Саша. Но в последний момент от выстрела в спину погибает. 
Оставшись втроём Оля, Горбач и Зайцев решают спрятаться. Вскоре Ольга случайно находит в мешках с зерном золото. Зайцев этому не рад. Он объясняется, что дождавшись ночи хотел тихо уйти с золотом и что оно всегда в цене, при любой власти и он не хочет, чтобы его дети росли по сиротским домам. Теперь ему придется застрелить Олю и Горбача, как ненужных свидетелей. Ольга в отчаинье закрывает собой Горбача и погибает. Вторым выстрелом погибает и Горбач. Зайцев решает спрятать золото на кладбище. Но в последний момент перед ним появляется раненный Горбач. Зайцев молит о пощаде, предлагает поделиться золотом, но Горбач непреклонен и расстреливает предателя. 
Горбач везёт хлеб и золото в Москву. Золото сдает в Наркомфин. Счастливые дети из детского дома встречают его и мешки с зерном.

## В ролях
- Владимир Борисов — чекист Горбач Владимир Иванович
- Ольга Гаспарова — воспитательница детского дома Ольга Соколова
- Юрий Григорьев — матрос Саша (Александр Евгеньевич Андронов)
- Олег Корчиков — начальник станции Зайцев Степан Игнатьевич
- Эдуард Марцевич — главарь банды, Аркадий Николаевич Мезенцев
- Игорь Класс — Чекист
- Элгуджа Бурдули — Пашка-цыган
- Самвел Гаспаров — Шофер-чекист

## Съёмочная группа
- Сценарист: Роберт Святополк-Мирский
- Режиссёр: Самвел Гаспаров
- Операторы: Александр Мачильский, Вячеслав Егоров
- Художники: Александр Вагичев, Феликс Ростоцкий
- Композитор: Алексей Зубов

## Места съемок
Основные эпизоды погонь и с бандитами и с "белыми" снимали и под Кишиневом и почти в центре Кишинева, в частном секторе ниже нынешнего проспекта Штефан чел Маре. Эти места как нельзя лучше подходили для натурных съемок фильма и состояние этой местности вписывалось в сюжетную линию с бытом и разрухой Гражданской войны. Антураж добавляли и незаасфальтированные улицы большими с лужами, в которые ловко падали каскадёры с лошадей.

## Критика
Критик Я. Кушнирский в журнале «Советский экран» отметил, что фильм выстроен по законам приключенческого жанра и авторы не заботятся о разработке характеров. Из актёров критик выделил В. Борисова, который сыграл Горбача, а самой впечатляющей сценой назвал поединок Горбача и «сверхчеловека», а на деле шута и труса Мезенцева.

## Примечание
1. ↑  https://kino.rambler.ru/movies/37226572-kishinev-geroy-kino-zdes-snimali-pogonyu-dlya-izvestnogo-filma/
2. 1 2  Кушнирский, 1981, с. 4.